# ژو مینژو
ژو مینژو (انگلیسی: Zhu Minzhu؛ زادهٔ ۹ ژوئن ۱۹۶۲)  شمشیرباز زن اهل چین بود. وی در بازی‌های المپیک تابستانی ۱۹۸۴ شرکت کرده‌است.